# Melasina isospila
Melasina isospila är en fjärilsart som beskrevs av Edward Meyrick 1908. Melasina isospila ingår i släktet Melasina och familjen säckspinnare. Inga underarter finns listade i Catalogue of Life.